# Medaglia di Niccolò Piccinino
La medaglia di Niccolò Piccinino fu realizzata in bronzo dall'artista italiano Pisanello verso il 1439-1441 e misura 8,85 cm di diametro. 

## Storia
Dopo aver coniato la celebre medaglia di Giovanni VIII Paleologo (1438), ristabilendo la tradizione di effigiare personaggi viventi come nelle monete dell'Impero Romano, Pisanello divenne molto richiesto dalle corti italiane, creando una ventina di medaglie. 
Tra le prime ci fu quella per il primo duca di Mantova, Gianfrancesco I Gonzaga, alla quale seguì per il suo condottiero Niccolò Piccinino, di dimensioni leggermente inferiori. La medaglia rientrava nel gioco di alleanze con Milano nella guerra contro Venezia: il Piccinino infatti comandava le truppe milanesi di Filippo Maria Visconti, pure oggetto di una medaglia di Pisanello. 
Questa medaglia viene attribuita al 1439-1440, quando Pisanello si trovava a Mantova e partecipò all'assedio di Verona al seguito del Gonzaga e del Piccinino, o al 1441, durante un possibile soggiorno milanese.

## Descrizione
L'opera, dai chiari intenti celebrativi, è virtuosamente esente da una retorica troppo artificiosa, riuscendo a sottolineare l'autorità del personaggio con un misurato ricorso ad elementi decorativi.
Sul recto è effigiato di profilo il Piccinino in forma di busto girato a sinistra, con una grande berretta. Vi si legge l'iscrizione NICOLAVS PICININVS VICECOMES MARCHIO CAPITANEVS MAX AC MARS ALTER ("Niccolò Piccinino Visconti, grande capitano e nuovo Marte").
Sul verso si vede un'allegoria adulatoria: il grifone emblema di Perugia (rivolto a sinistra con la scritta PERVSIA sul collare) è infatti nell'atto di allattare due gemelli, come la celebre Lupa capitolina. Essi sono i due famosi condottieri Braccio da Montone e lo stesso Piccinino, quali nuovi Romolo e Remo. Le iscrizioni BRACCIVS e N. PICCININVS chiariscono l'identificazione. In basso si legge la scritta PISANI P[ICTORIS] OPVS  ("opera del pittore Pisan[ell]o").